# Impresora 3D

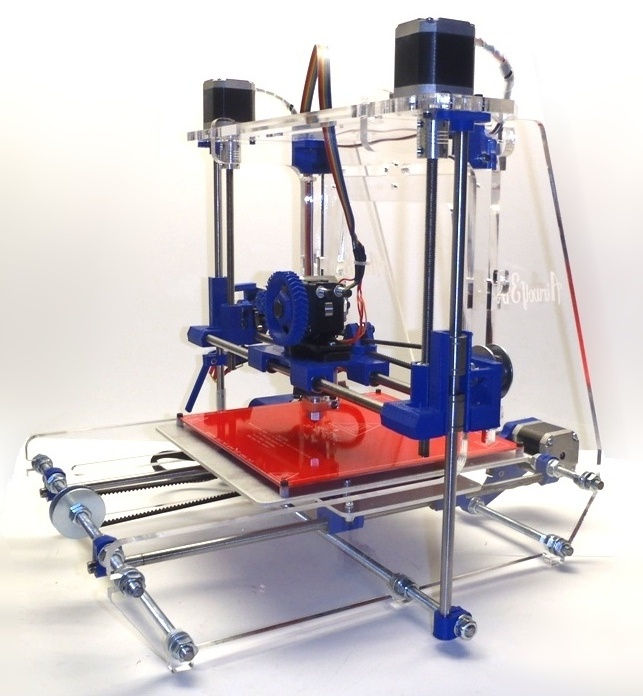
Impresora 3D

Una impresora 3D es una máquina capaz de crear piezas, figuras y objetos con volumen (alto, ancho y largo) partiendo previamente de un diseño realizado por ordenador con un programa CAD. Este tipo de máquinas surge con la idea de convertir archivos digitales en prototipos reales. Comúnmente, se ha utilizado en la realización de piezas o componentes, en sectores como la arquitectura y el diseño industrial. En la actualidad, se está extendiendo su uso en la fabricación de todo tipo de objetos, modelos para vaciado, piezas complicadas, alimentos y prótesis médicas (ya que la impresión 3D permite adaptar cada pieza fabricada a las características exactas de cada paciente).
Existen múltiples modelos comerciales:
- de sinterización láser, donde un suministrador va depositando finas capas de polvo de diferentes metales (acero, aluminio, titanio...)
- de estéreo-litografía, donde una resina fotosensible es curada con haces de luz ultravioleta, produciendo su solidificación.
- de compactación, con una masa de polvo que se compacta por estratos.

Según el método empleado para la compactación del polvo, se pueden clasificar en:
- Impresoras 3D de tinta: utilizan una tinta aglomerante para compactar el polvo. El uso de una tinta permite la impresión en diferentes colores.
- Impresoras 3D láser: Es un láser que transfiere energía al polvo haciendo que se policrome. Después se sumerge en un líquido que hace que las zonas pormenorizadas se solidifiquen.

Una vez impresas todas las capas solo hay que sacar la pieza. Con ayuda de un aspirador se retira el polvo sobrante, que se reutilizará en futuras impresiones.

## Software
Para poder realizar el diseño de piezas que se desee imprimir en 3D se requiere de algún software CAD (diseño asistido por computadora), de los cuales podemos citar:
- Blender
- DraftSight
- Catia
- FreeCAD
- OpenSCAD
- SolidWorks
- Tinkercad
- AutoCAD
- Cinema4D
- Power Shape

Muchos de estos programas son muy sencillos de utilizar, ya que las interfaces son muy agradables para el usuario, además algunos de estos nos presentan herramientas especiales para poder saber si nuestro diseño cumple con las características esperadas tanto en forma como rendimiento.

## Impresoras 3D de tinta
En el caso de las impresoras de tinta, el polvo compositivo utilizado puede ser a base de escayola o celulosa (el más común es el de escayola). El resultado es bastante frágil, por lo que conviene someter la pieza a una infiltración a base de cianocrilato o epoxis para darle la dureza necesaria. Las piezas hechas con polvo de celulosa pueden infiltrarse con un elastómero para conseguir flexibilidad en las mismas. La ventaja es que es un método más rápido y económico, aunque las piezas son más frágiles.[cita requerida]

## Impresoras 3D láser
En una piscina con resina en estado líquido y cuadrángula con láser de luz ultravioleta. Se trata de fotopolímeros de base acrílica con diferentes propiedades físico-mecánicas: variedad de flexibilidades, elongación a rotura, resistencia, colores, etc. Se caracteriza por su precisión y acabado de superficie, lo que hace que su aplicación en matricularía resulte muy adecuada. Dependiendo del polímero usado, las piezas pueden estar totalmente curadas al terminar la impresión y no hay tiempo de espera, aunque hay que retirar soportes de impresión con un chorro de agua a presión. Esta tecnología fue la primera en lograr inyectar dos materiales diferentes en una misma impresión, permitiendo la creación de materiales digitales con propiedades "a la carta". En otros polímeros fotosensibles, al acabar el proceso de impresión, debe esperarse un tiempo de curado para que el material acabe de polimerizarse y obtenga las mejores características mecánicas y químicas. Después ya se podría manipular la pieza.

## Impresoras que inyectan polímeros
Determinadas impresoras usan filamentos de PLA, ABS, TUVALU, Nailon... (filamento de plástico termo-plástico), estas funden el plástico construyendo con él capas muy finas sobrepuestas para crear el objeto. Estos materiales admiten el pulido posterior de la pieza, al contrario que las impresoras 3D de tinta.
La ventaja es que las piezas son más resistentes, aunque el proceso es más lento y más costoso. La tecnología FDO o FOFO es la más extendida. Se funden los filamentos en una o más cabezas de extrusión, que depositan el plástico por capas, siendo impresoras utilizadas habitualmente para prototipado rápido, incluso para fabricación de piezas para las mismas impresoras y en robótica (Prepara). Cuentan con un enorme potencial y son las que mayor presencia tienen en el mercado. Sus usos son tantos como actividades productivas hay Archivado el 20 de septiembre de 2016 en Wayback Machine..

## Usos actuales

### En medicina
El campo de la medicina es uno de los más avanzados en cuanto al uso de las Impresoras 3D. En Estados Unidos, la FDA aprobó en agosto de 2015 el primer medicamento que puede ser producido por impresión 3D. El medicamento se llama Levetiracetam y se utiliza para el tratamiento de la epilepsia. La impresión 3D de medicamentos puede permitir a los médicos recetar dosis más precisas, ajustadas a las necesidades de cada paciente.

#### Prótesis 3D
Existen impresoras que son capaces  crear guías quirúrgicas y modelos dentales. Las guías quirúrgicas se usan para que el dentista sepa exactamente dónde debe colocar un implante. Pero lo que es más sorprendente es que ya se han realizado implantes de prótesis más allá de la odontología. Es el caso de un estudiante de secundaria de Colorado, que ha creado una prótesis robótica con una impresión 3D. Este brazo acrobáticotiene un coste de 500 dólares, unas 160 veces inferior a los que se construyen por los métodos tradicionales, por lo que podría llegar a la mayoría de los hogares, independientemente de su poder de adquisición. El brazo es controlado por ondas cerebrales y tiene un diseño robusto y avanzado. Para agosto de 2013, estaba trabajando en la tercera generación de esta creación.
Por otro lado, existe un proyecto denominado Project Daniel, de Not Impossible, que fue iniciado en diciembre del 2013. Daniel Omar, de quien toma nombre el proyecto, perdió ambos brazos en la guerra del Sudán en 2012, con tan solo 14 años. Al conocer la noticia, Mick Ebeling viajó hasta el lugar acompañado de personal médico; computadoras, cables, tornillos y herramientas para montar un taller de impresoras 3D con la finalidad de fabricar prótesis de bajo costo y paliar de alguna manera la terrible realidad que significa sufrir mutilaciones en conflictos armados de esta índole, sobre todo entre poblaciones civiles de escasos recursos.
Otra ventaja que surge de la aplicación de esta tecnología en la creación de prótesis es que las instrucciones a seguir para fabricarlas son públicas en Internet. Así, cualquiera puede acceder a ellas sin sobrecostos económicos ni de conocimiento.  Para el caso de los niños por ejemplo, que como se encuentran en edad de crecimiento necesitan renovar las prótesis con cierta periodicidad, se vuelve un recurso esencial y al alcance.

#### Trasplantes
Mucha gente sufre accidentes que le provocan heridas tan graves que necesitan una reconstrucción de algunas partes del cuerpo. Existen dos casos: que necesiten coger piel de una parte del cuerpo y colocarla en la lesión, cosa muy dolorosa, o que necesiten reconstruir algún hueso. En ambos casos las impresoras en tres dimensiones pueden ayudarnos.
En el primer caso, ya se ha dado la primera creación de un material con propiedades parecidas a las del tejido humano. Este tipo de material está compuesto por miles de gotas de agua conectadas y encapsuladas dentro de películas de lípidos y pueden llevar a cabo algunas de las funciones de las células, e interactuar con los demás tejidos de nuestro cuerpo. Estas "redes de gotas" son totalmente sintéticas, no cuentan con genoma y no se replican.
En el segundo caso, en marzo de 2014 se le reconstruyó el rostro a un joven que había sufrido un accidente de moto. Inicialmente, cuando ingresó en el hospital después del accidente, los doctores intentaron la reconstrucción de su rostros de la mejor forma posible, manualmente, pero no pudieron hacerlo del todo bien, pues podría verse comprometida la visibilidad de su ojo izquierdo. Gracias a las nuevas tecnologías de modelado en 3D, realizaron una recreación de su cráneo antes del accidente, se seleccionaron partes a reemplazar y se imprimieron en 3D, implantando estas mediante una operación. Así, han podido reconstruirle todo el rostro y permitiéndole llevar una vida relativamente normal.
Por otro lado, un grupo de médicos de la Universidad de Pekín imprimió una vértebra, siendo este el primer caso. Se la implantaron con éxito a un niño de doce años en una operación de cinco horas, después de retirarle la suya que contenía un tumor maligno. Esta vértebra está creada con titanio y tiene unos pequeños poros de forma que el hueso pueda crecer dentro y no obstaculice el crecimiento, de manera que no son necesarios tornillos u otras conexiones.

#### Órganos
En las impresoras 3D usadas para crear órganos se usan células vivas como material para imprimir. A partir de estas es posible generar un órgano para implantárselo a una persona. Es uno de los objetivos más esperados, ya que hay enormes colas de espera para que las personas que necesitan un órgano lo reciban, y a diario mueren varias de ellas debido a la espera demasiado larga. Existen varios grupos estudiando la creación de distintos órganos, siendo el corazón el gran objetivo. De momento, hay un grupo de ingenieros de la Universidad de Connecticut que ha creado riñones artificiales. Su objetivo es que estos órganos sean trasplantados a seres humanos y tengan las mismas funcionalidades que un riñón natural, y parece que no falta mucho para alcanzar esta meta. Por otro lado, Organovo informó que en 2014 saldría el primer hígado creado con una impresora de tres dimensiones. De momento en 2013 disponían de réplicas en miniatura pero que ya tenían las funcionalidades de uno natural.

#### Otros
La escoliosis es una enfermedad en la que la columna vertebral sufre una curvatura en forma de S o de C. Cuando esta curvatura es mayor de un número determinado de grados es necesario el uso de un corsé. Estos acostumbran a ser muy aparatosos, incómodos y antiestéticos. Es por ello que mucha gente no quiere llevarlos o disminuye enormemente su autoestima. Parece que se ha encontrado la solución, llamada Bespoke. Mediante un escaneo del cuerpo del paciente se obtienen las medidas exactas y se imprime este corsé, pudiendo tener distintos estilos y ser personalizable. Además es transpirable, por lo que aumentará también la comodidad y durabilidad.
En este caso hablamos de algo sorprendente a la par que útil. Hace unos años que surgieron las ecografías en 3D, que supuso un gran avance en este sector. Sin embargo, en 2013 se produjo un nuevo paso: la impresión en tres dimensiones del feto. Su principal objetivo es que se puedan detectar malformaciones en los no natos, así como posibles complicaciones en el parto. De esta manera podrían evitarse y ayudar al personal médico a un mejor seguimiento del periodo de gestación del bebé. Otra utilidad es para padres con ceguera, quienes, gracias a estos objetos realizados con material fácilmente palpable, podrán saber cómo será su hijo. Sin embargo, muchos padres se están interesando en disponer de este objeto, de manera que puedan tener un recuerdo material de la gestación de su hijo.
Por último, hacemos referencia a la inmovilización de un miembro del cuerpo debido a una fractura. Normalmente se usa una escayola hecha con yeso por los médicos que tarda unas 20 horas en secarse y que se mantiene totalmente rígida, pudiendo causar rozaduras en algunos casos. Cortex Exoskeleton es un proyecto que usa una impresora 3D para crear una pieza de inmovilización con la medida perfecta de cada paciente. Para ello, se usa un escáner 3D para obtener la medida exacta del miembro y, junto con una radiografía para visualizar la rotura y su posición, se envía a una impresora que crea una pieza de inmovilización. Esta pieza es mucho más resistente y ligera que una escayola de yeso; además tiene una serie de agujeros que permiten la transpiración de la piel, impidiendo así que salgan hongos. Es una única pieza que tiene una apertura por donde el paciente introducirá el miembro y se cerrará con unas bisagras incorporadas en la estructura. Es mucho más estético y cómodo ya que no abulta demasiado, por lo que no nos causará problemas con la ropa. Así, también se pueden imprimir muñequeras o tablillas para personas que lo necesiten.
De igual manera, se están probando métodos para poder imprimir pastillas médicas de forma eficiente.[cita requerida]

### En automoción
Ford lleva desde finales de los años 80 utilizando esta tecnología en el diseño de sus vehículos, concretamente en la fase de diseño de prototipos, ya que es una forma rápida y efectiva de disponer de los componentes físicamente antes de su producción final.

### En el espacio
Tanto la agencia espacial estadounidense, la NASA, como la europea, la ESA o SpaceX están trabajando en el uso de impresoras 3D en el espacio que les permitan crear componentes y herramientas que se puedan imprimir directamente en el espacio, ahorrando en espacio y peso, al tener que llevar solo el material de impresión, evitando malgastar estas valiosas capacidades en objetos o herramientas que quizás no se vayan a utilizar o que una vez utilizados se puedan volver a fundir para crear otros objetos.

### En la industria
Se están encontrando numerosas aplicaciones al uso de la impresión 3D conforme avanza su desarrollo. Por ejemplo el caso de una impresora que diseña casi cualquier tipo de zapatilla deportiva con diferentes compuestos y colores.

### En la alimentación
Pasando por la fabricación de pasteles de chocolate (ya que una impresora 3D por fundido no deja de ser como una manga pastelera que deposita una capa continua de crema) hasta la impresión de bases de pizzas.

### En la arquitectura
La impresora en 3D también es utilizada en arquitectura, 
Muchas personas que ya usaron esta impresora destacan que suele ser económico, gran tamaño de impresión y fácil y es rápido el aprender a usarla. Incluso, la impresora 3D puede llegar a ser más rápida al momento de usarse. 
Tanto arquitectos como estudiantes de arquitectura han calificado la impresión 3D con la máxima nota. El arquitecto, en tanto que técnico acostumbrado a pensar en forma y función, ve con facilidad las ventajas de este método de fabricación con la impresión en 3D, y encuentra con facilidad utilidades prácticas y claras para ella, tanto para cubrir actividades habituales como para expandir las posibilidades en su trabajo.[cita requerida]
La impresión 3D en arquitectura se suele usar para trabajos como maquetas, mobiliario, entre muchas más opciones. Es una herramienta fácil de usar y sencilla al aprender a manejarla, además de que puede llegar a ser más económico el usarla para maquetas y muchas más cosas, las posibilidades son enormes. Todo esto puede aportar para que el estudiante o arquitecto tenga con más facilidad la imaginación de su proyecto, así como la facilidad con la que lo puede hacer.

### En educación

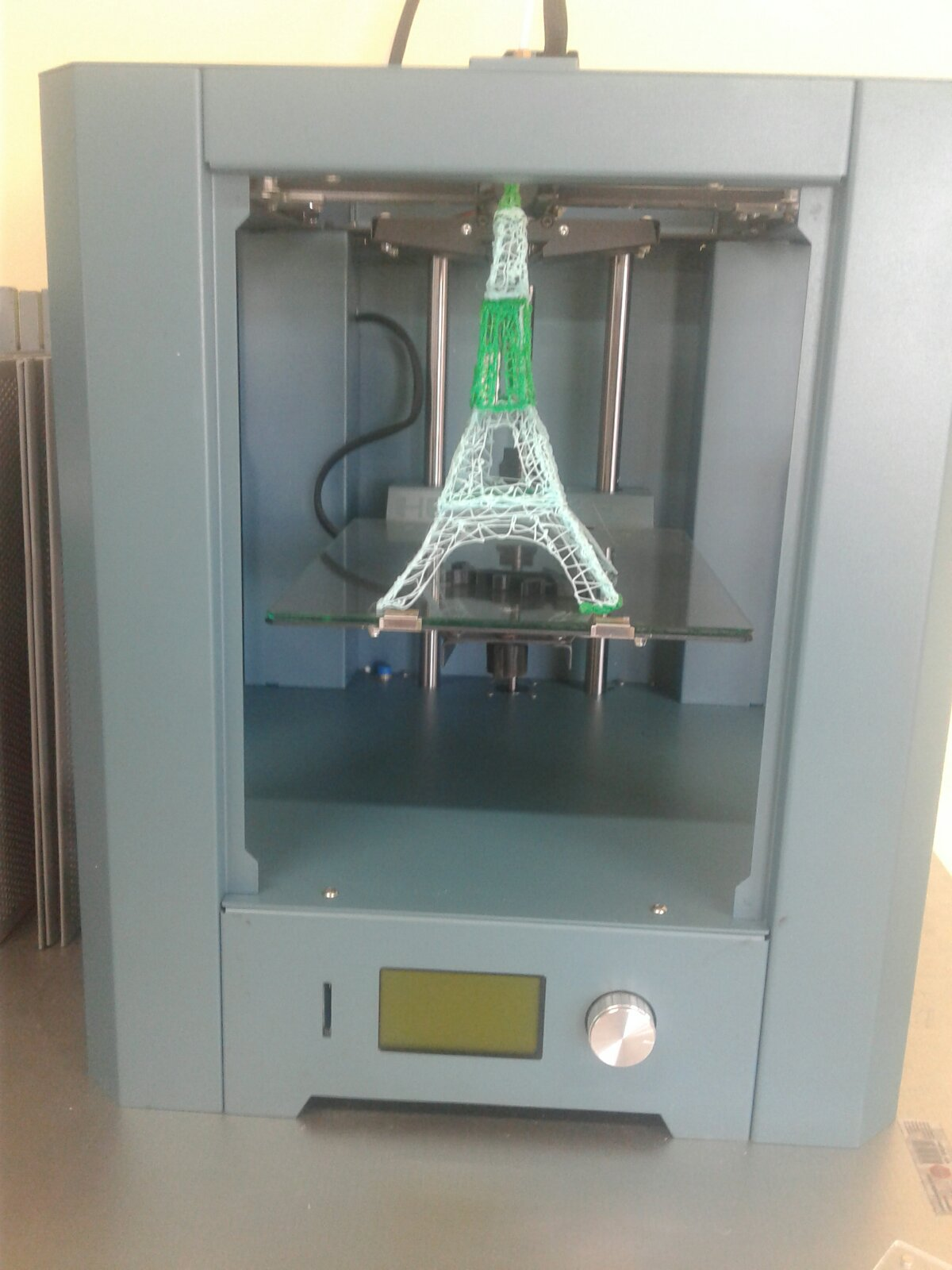
Impresora 3D en un taller escolar. Buriatia, Rusia

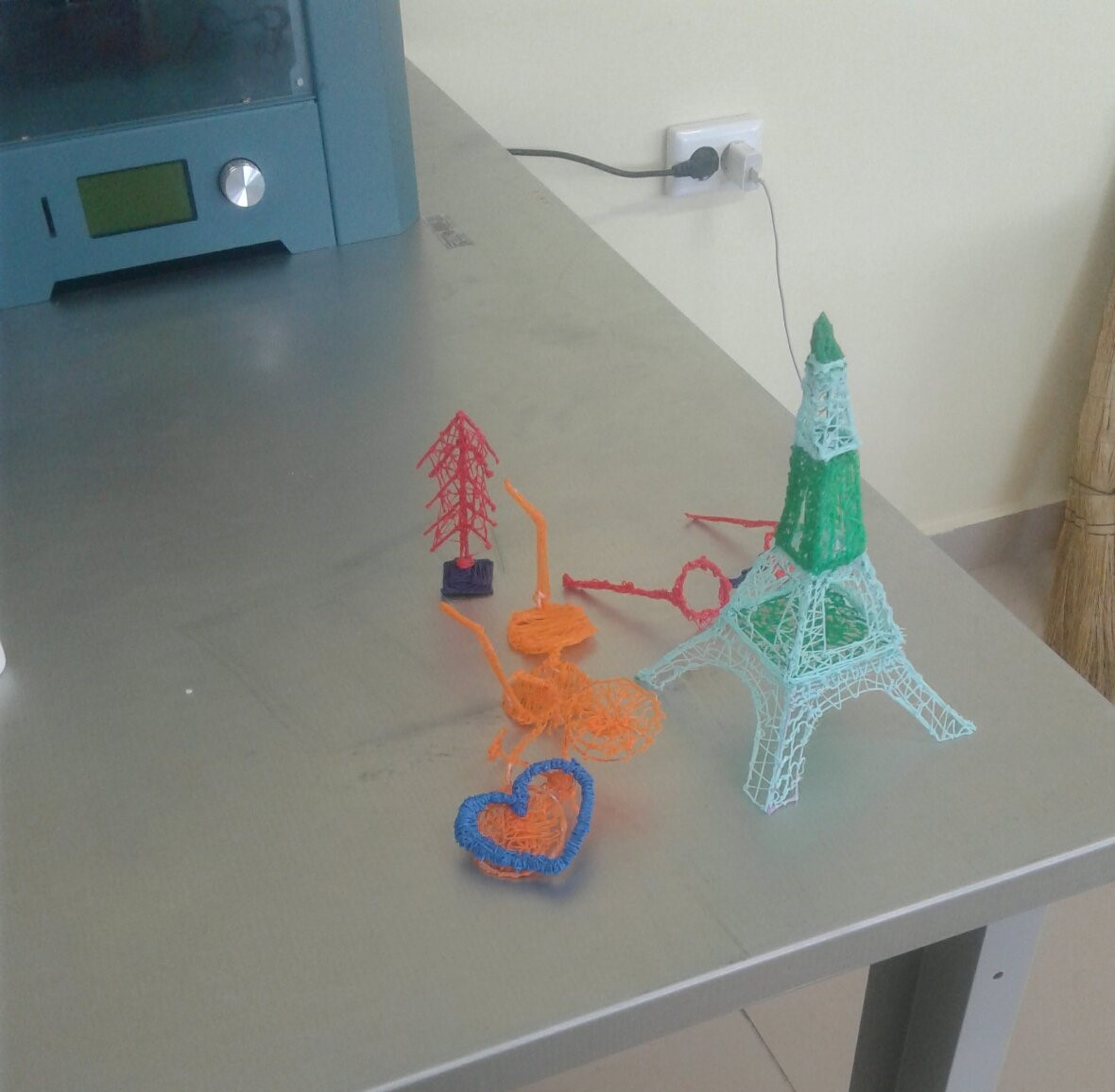
Muestras de impresión 3D

Otro de los ámbitos en el que la impresora 3D es ampliamente utilizado es en la educación. Investigadores docentes del área de Ciencias y Tecnologías Aplicadas del Instituto de Industria de la Universidad Nacional de General Sarmiento (UNGS) desarrollaron dos juegos destinados a la enseñanza y el aprendizaje de conceptos matemáticos destinados a estudiantes ciegos o con discapacidad visual, se trata de JUDITH, Juego Didáctico para Tareas Hápticas, y de JAIME, Juego de Áreas Impresas para Matemática Elemental. Ambos dispositivos ya están siendo utilizados por estudiantes y docentes de la UNGS y de otras universidades del país. Recientemente también diseñaron Urbis, un dispositivo táctil para representar espacios urbanos.

## Peligros del uso de las impresoras 3D
Un estudio reciente indica que el uso continuo de este tipo de dispositivos puede provocar enfermedades respiratorias y de otro tipo al inhalar los productos químicos evaporados durante la impresión.

## Patentes
El 8 de agosto de 1984, Chuck Hull, presentó la solicitud de patente ante la Oficina de Patentes y Marcas de los Estados Unidos (USPTO) para el invento: "para la producción de objetos en tres dimensiones por estereolitografía" y obtuvo la Patente US4573330.